# Видумка (Пулинська селищна громада)
Ви́думка — село в Україні, у Пулинській селищній територіальній громаді Житомирського району Житомирської області. Кількість населення становить 227 осіб (2001). У 1926—54 роках — адміністративний центр колишньої однойменної сільської ради. Колишня німецька колонія.

## Населення
У 1906 році в колонії проживало 246 мешканців, дворів — 30, у 1910 році — 258 жителів, у 1923 році — 331 мешканець, дворів — 54, у 1924 році — 345 осіб (з перевагою населення німецької та чеської національности), дворів — 53.
Відповідно до результатів перепису населення СРСР, кількість населення, станом на 12 січня 1989 року, становила 211 осіб. Станом на 5 грудня 2001 року, відповідно до перепису населення України, кількість мешканців села становила 227 осіб.

### Мова
Розподіл населення за рідною мовою за даними перепису 2001 року:
| Мова       | Кількість | Відсоток |
| ---------- | --------- | -------- |
| українська | 227       | 100 %    |

## Історія
Колишнє лютеранське поселення на власних землях, за 30 км північно-західніше Житомира. Лютеранська парафія — Житомир. Була школа.
У 1906 році — колонія Пулинської волості (2-го стану) Житомирського повіту Волинської губернії. Відстань до губернського та повітового центру, м. Житомир, становила 28 верст, до волосного центру, містечка Пулини — 10 верст. Найближче поштово-телеграфне відділення розміщувалося на станції Рудня.
У 1923 році увійшла до складу новоствореної Неборівської сільської ради, яка, 7 березня 1923 року, включена до складу новоутвореного Пулинського (згодом — Червоноармійський) району Житомирської (згодом — Волинська) округи. Розміщувалася за 13 верст від районного центру, міст. Пулини, та 2 версти — від центру сільської ради, с. Неборівка.
27 жовтня 1926 року у колонії створено окрему Видумську сільську раду Пулинського району, якій підпорядковано кол. Бабичівка. 17 жовтня 1935 року, в складі сільської ради, включена до приміської смуги Житомирської міської ради Київської області, 14 травня 1939 року — до складу Червоноармійського (згодом — Пулинський) району Житомирської області. На 1 вересня 1946 року — село. 11 серпня 1954 року, відповідно до указу Президії Верховної ради Української РСР «Про укрупнення сільських рад по Житомирській області», Видумську сільську раду ліквідовано, село підпорядковане Бабичівській сільській раді Червоноармійського району.
1 серпня 2017 року увійшло до складу новоствореної Мартинівської сільської територіальної громади Пулинського району Житомирської області. 12 червня 2020 року, відповідно до розпорядження Кабінету Міністрів України № 711-р «Про визначення адміністративних центрів та затвердження територій територіальних громад Житомирської області», територію та населені пункти Мартинівської сільської територіальної громади включено до складу Пулинської селищної територіальної громади Житомирського району Житомирської області.

## Відомі люди
- Лозовіцький Павло Станіславович (нар. 1956) — український гідрогеолог, гідрохімік, меліоратор, ґрунтознавець, кандидат технічних наук, доцент Київського національного університету імені Тараса Шевченка.